# 豊田宣広
豊田 宣広（とよだ のぶひろ、1992年2月3日 -）は、日本の男子競泳選手。大阪府出身。
大阪体育大学浪商高等学校、大阪体育大学卒。2009年のアジア水泳選手権で50m、100m、200mの背泳ぎでそれぞれ金、銀、銅のメダルを獲得した。4×100mメドレーリレーでも銀メダルを手にしている。